# Mazda 717C
O Mazda 717C foi um protótipo de carro de corrida construído para Mazdaspeed para as 24 Horas de Le Mans. O 717C foi substituído pelo Mazda 727C.